# Jens S. Jensen
 Der er flere personer med dette navn, se Jens S. Jensen (flertydig).
Jens Severin Jensen (født 28. august 1928 i Boller ved Horsens; død 30. marts 2022) var socialdemokratisk borgmester i Hillerød 1986-1993 og 1998-2000.
Jens S. Jensens far var skovløber i Boller skovdistrikt Jens Severin Jensen (født 19. juli 1900 i Skivholme), og også farfaderen og oldefaderen hed Jens Severin Jensen ligesom også Jens S. Jensens ældste søn (født 1958). Moderen var Karen Jensen, født Sørensen. Der var fem børn; de andre var piger. Jens S. Jensen har to sønner (Jens og Niels) med hustruen Gudrun, der i øvrigt også har siddet i byrådet i Hillerød.
Efter 7. klasse arbejdede Jens S. Jensen i landbruget, inden han fik arbejde i Stenderup skovdistrikt og kunne komme på forstskole ved Viborg i syv måneder, og senere blev han udlært som skovfoged fra Silkeborg Skovskole. I 1947 fik han arbejde på Brahetrolleborg og var også beskæftiget i slotshaven. Hans interesse var vakt, så senere supplerede han sin skovfogeduddannelse med en anlægsgartneruddannelse, og han blev også havearkitekt fra Kunstakademiet i København.
Jens S. Jensen havde arbejdet som skovfogedassistent flere steder i Jylland, inden han 1. juli 1962 blev ansat som skovfoged i Brødeskov ved Hillerød. Her var han også kendt som en kyndig naturvejleder, og i over 40 år arrangerede han skovvandringer om søndagen for egnens beboere.
Fra 1965 til 2002 var Jens S. Jensen aktiv for socialdemokratiet i Hillerød. I 1966 blev han medlem af skolekommissionen, og i 1970 blev han indvalgt i byrådet. Han havde borgmesterposten 1986-93 og 1998-2000.
Inden han tiltrådte som borgmester, havde han udarbejdet sin masterplan med 9 punkter, han ville have gennemført, og han nåede alle ni i løbet af sin borgmestertid:
1. Ændring til udviklingsorienteret by med fokus på vækst. - 2. Promovering af turisme og Frederiksborg Slot. - 3. Køb af statens gårde (Favrholm og Trollesminde) til fremtidssikring af kommunens udvikling. - 4. Nordsten-området (hvor landbrugsmaskinefabrikken Nordsten havde ligget) skulle bruges til at udvikle og fremtidssikre handelslivet i bykernen. - 5. Ældrecenter. - 6. Erhvervsråd. - 7. AMU-center. 8. Nyt hovedbibliotek. 9. En sti rundt om Slotssøen.